# Madonna col Bambino (Correggio Vienna)
La Madonna col Bambino è un dipinto a olio su tela (65x45 cm) attribuita al Correggio, databile al 1512-1514 circa e conservato nel Kunsthistorisches Museum di Vienna.
L'opera venne riscoperta nel 1928 nel castello di Salisburgo e donata al museo viennese. L'attribuzione al Correggio è incerta.

## Descrizione e stile
Una tenda rossa scostata e un lontano paesaggio fanno da sfondo alla Madonna col Bambino in grembo, rappresentata a mezza figura. Gesù, seduto su un cuscino azzurro intenso poggiato sulle gambe della madre, le rivolge un intenso sguardo, che essa ricambia mettendosi di profilo. La composizione si rifà probabilmente alle opere di Mantegna, modello ben presente nel giovane Correggio, sebbene la ricchezza cromatica rimandi piuttosto ai maestri veneti a cavallo fra Quattro e Cinquecento, come Cima da Conegliano, attivo in quegli anni anche a Parma. Ricorda Cima anche il luminoso paesaggio, con alberi antropomorfi e un castello velato dalla foschia, in lontananza.